# Premnoplex
Premnoplex és un gènere d'ocells de la família dels furnàrids (Furnariidae).

## Taxonomia
Segons la Classificació del Congrés Ornitològic Internacional (versió 2.5, 2010) aquest gènere està format per dues espècies:
- Premnoplex brunnescens - corre-soques pintat.
- Premnoplex tatei - corre-soques gorjablanc.